# King’s College (Cambridge)
King’s College (pełna nazwa The King’s College of Our Lady and Saint Nicholas in Cambridge, potocznie King’s), Kolegium Królewskie – jedno z kolegiów należących do University of Cambridge w Anglii. 

## Historia
12 lutego 1441 roku dziewiętnastoletni wówczas król Henryk VI wydał oficjalny dokument Letters patent, zatwierdzający założenie kolegium, po czym przez kolejne trzy lata wykupywał ziemię w centrum Cambridge pod jego budowę. Według początkowych planów miało ono mieć jednego provosta i dwunastu (tylu ile apostołów) uczniów. Kiedy rozpoczęto budowę Old Court, król zdecydował, iż w kolegium będzie 70 akademików, którzy przybywali tutaj na naukę z założonej przez króla wcześniej szkoły z internatem w Eton. Przez kolejne 400 lat na King’s College przyjmowani byli wyłącznie studenci z Eton. 

## Kaplica King’s College
Kaplica kolegialna jest przykładem stylu późnego gotyku angielskiego i uważana za symbol miasta Cambridge. Według zamierzeń króla Henryka VI kaplica miała nie mieć równej sobie w całej Anglii. Budowa trwała prawie sto lat, od 1446 do 1531, i przebiegała w trzech etapach. 
Kamień węgielny pod kaplicę położył, 25 lipca 1446, sam król. W 1455 wybuchła wojna Dwóch Róż, kiedy to Edward York zakwestionował prawo Henryka VI do tronu. Przez kolejne 11 lat niepokojów kontynuowano jednak budowę. W 1461 Henryka VI pojmano i osadzono w więzieniu, a prace wstrzymano. Henryka VI zamordowano 21 maja 1471, a po jego śmierci budowę kaplicy znacznie spowolniono.
Drugi etap budowy nastąpił za panowania Ryszarda III.
Trzeci i ostatni etap kończący budowę miał miejsce za panowania Tudorów, Henryka VII i Henryka VIII. Za namową swojej matki, Małgorzaty Beaufort, Henry VII zdecydował o zakończeniu budowy kaplicy. Henryk VII zmarł w 1509, a budowę kontynuował jego syn, Henryk VIII. W roku jego śmierci, 1547, prawie 100 lat po położeniu kamienia węgielnego, kaplica była ukończona. Jest uznana za prawdziwe „dzieło królów”. 
W kaplicy znajduje się największe na świecie sklepienie wachlarzowe i 26 dużych okien z witrażami (24 z nich pochodzą z XVI wieku). Ołtarz zdobi obraz Petera Paula Rubensa Pokłon trzech mędrców. 
Corocznie, w Wigilię Bożego Narodzenia, BBC transmituje z kaplicy Nine Lessons and Carols. 

## Znani absolwenci
- Jan Pieńkowski
- Salman Rushdie
- Patrick Maynard Stuart Blackett
- John Maynard Keynes
- Alan Turing
- Zadie Smith

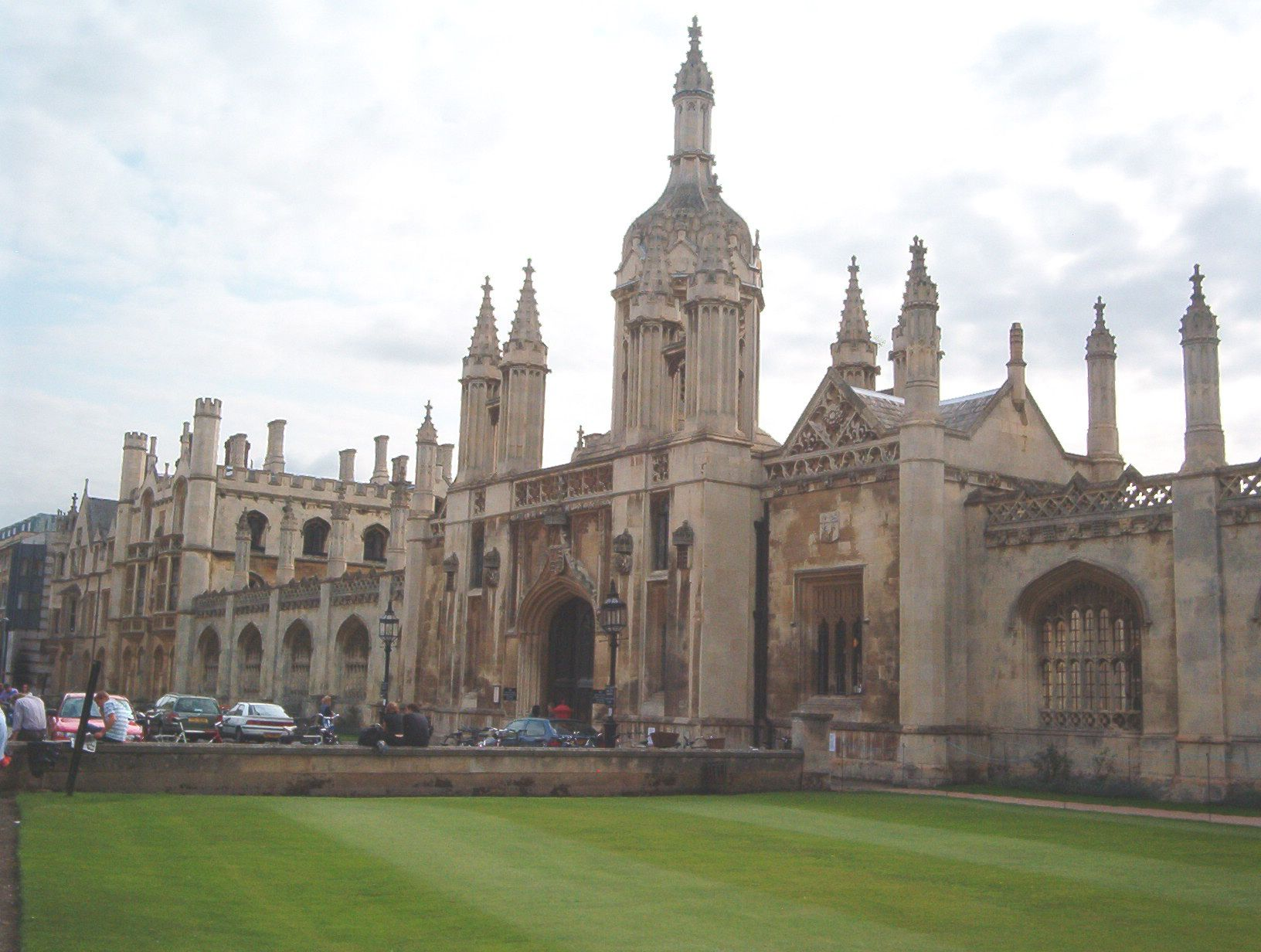
Główna brama wejściowa (neogotyk), od strony ulicy King’s Parade
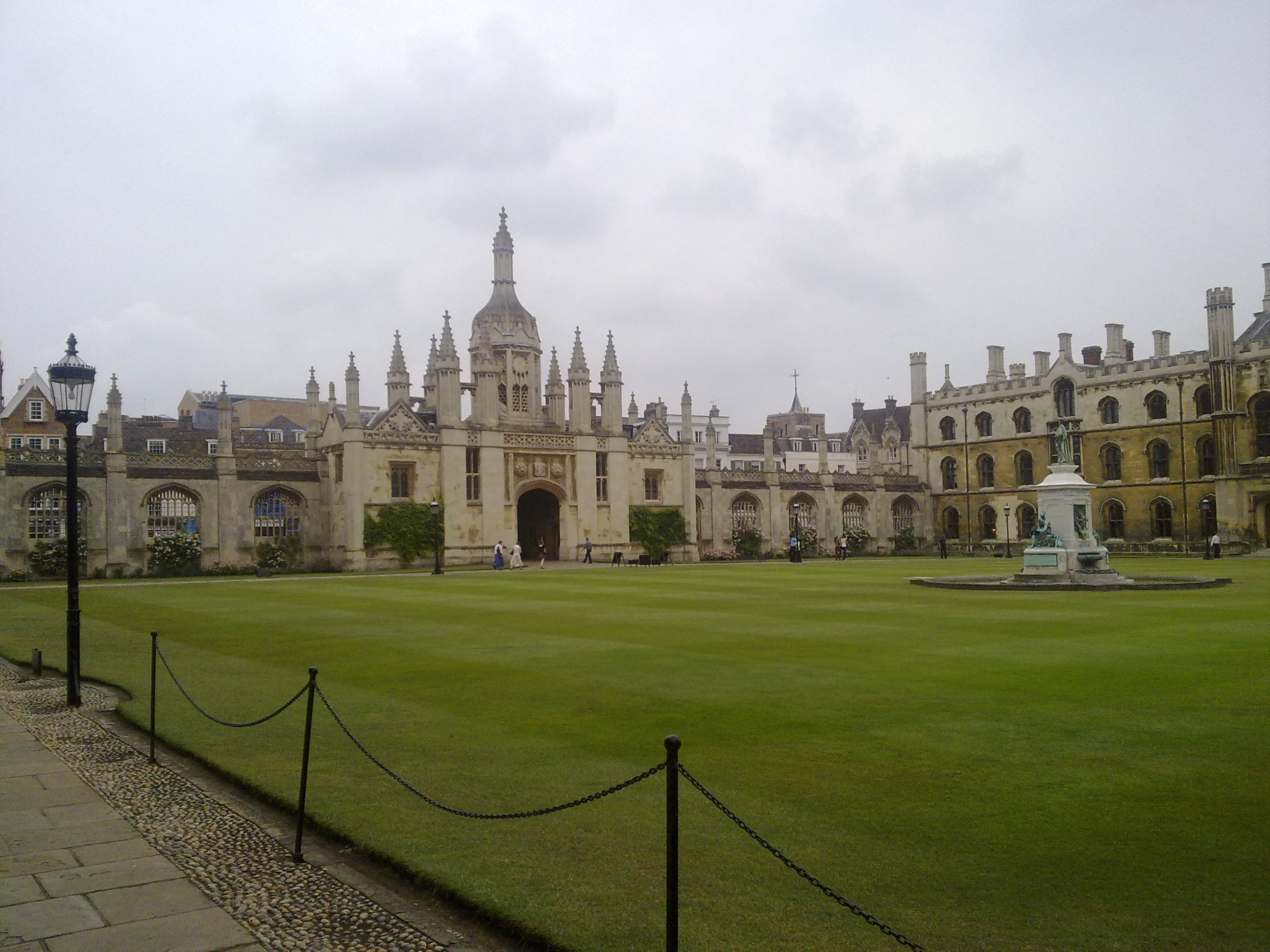
Brama wejściowa od strony wielkiego dziedzińca, obok kaplicy
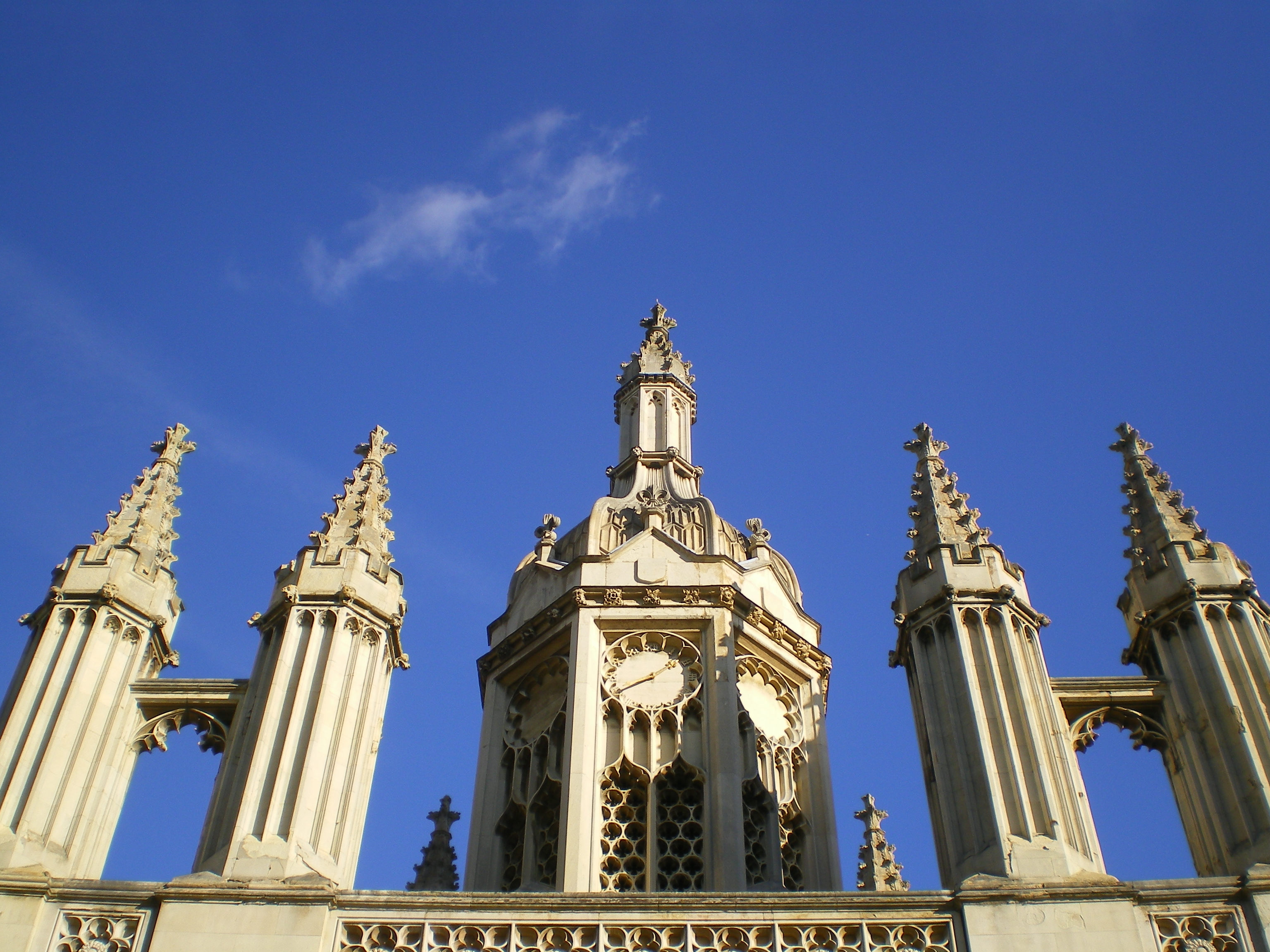
Zegar na bramie od strony wielkiego dziedzińca
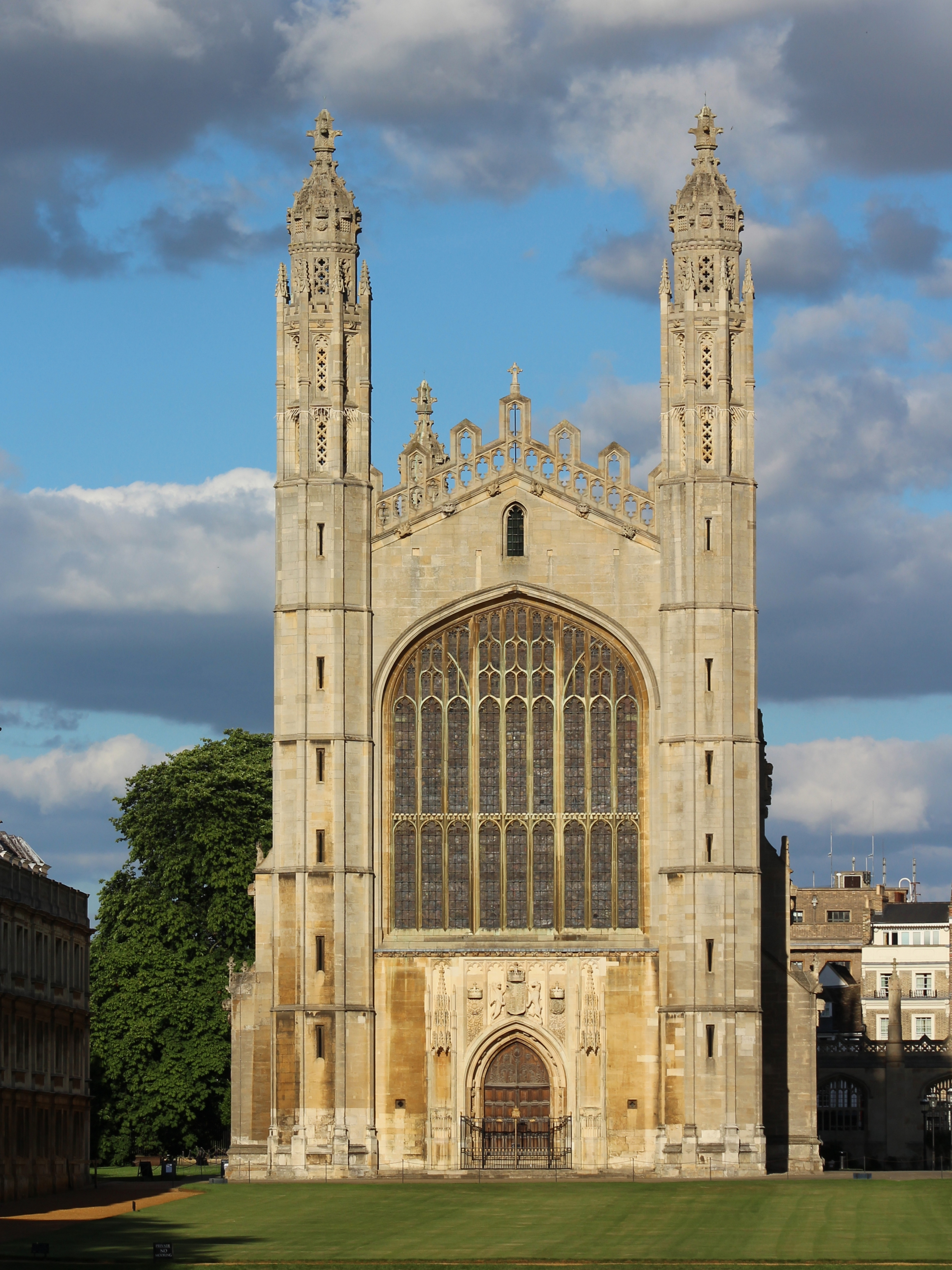
Kaplica King’s College, od strony rzeki